# Miami Dolphins 1980
La stagione 1980 dei Miami Dolphins è stata la numero 15 della franchigia, l'undicesima nella National Football League. Il quarterback Bob Griese, che aveva faticato a causa di problemi alla gamba nel 1979, perse il posto da titolare in favore della sua riserva Don Strock ma questi giocò male nelle prime partite, riportando i Dolphins a schierare Griese nella settimana 3. Nella settimana 5, tuttavia, Griese subì un infortunio alla spalla che pose fine alla sua carriera contro i Baltimore Colts venendo sostituito da David Woodley, un rookie da LSU.

## Calendario

### Stagione regolare
| Turno | Data       | Avversario             | Risultato | Pubblico |
| ----- | ---------- | ---------------------- | --------- | -------- |
| 1     | 7/9/1980   | @ Buffalo Bills        | S 17–7    | 79.598   |
| 2     | 14/9/1980  | Cincinnati Bengals     | V 17–16   | 38.322   |
| 3     | 21/9/1980  | @ Atlanta Falcons      | V 20–17   | 55.470   |
| 4     | 28/9/1980  | New Orleans Saints     | V 21–16   | 40.946   |
| 5     | 5/10/1980  | Baltimore Colts        | S 30–17   | 50.631   |
| 6     | 12/10/1980 | @ New England Patriots | S 34–0    | 60.377   |
| 7     | 19/10/1980 | Buffalo Bills          | V 17–14   | 41.636   |
| 8     | 27/10/1980 | @ New York Jets        | S 17–14   | 53.046   |
| 9     | 2/11/1980  | @ Oakland Raiders      | S 16–10   | 46.378   |
| 10    | 9/11/1980  | @ Los Angeles Rams     | V 35–14   | 62.198   |
| 11    | 16/11/1980 | San Francisco 49ers    | V 17–13   | 45.135   |
| 12    | 20/11/1980 | San Diego Chargers     | S 27–24   | 63.013   |
| 13    | 30/11/1980 | @ Pittsburgh Steelers  | S 23–10   | 51.384   |
| 14    | 8/12/1980  | New England Patriots   | V 16–13   | 63.292   |
| 15    | 14/12/1980 | @ Baltimore Colts      | V 24–14   | 30.564   |
| 16    | 20/12/1980 | New York Jets          | S 24–17   | 41.854   |

## Classifiche
| AFC East             | AFC East | AFC East | AFC East | AFC East | AFC East | AFC East | AFC East | AFC East | AFC East |
|                      | V        | S        | P        | %        | DIV      | CONF     | PF       | PS       | Str.     |
| -------------------- | -------- | -------- | -------- | -------- | -------- | -------- | -------- | -------- | -------- |
| Buffalo Bills(3)     | 11       | 5        | 0        | .688     | 4–4      | 8–4      | 320      | 260      | V1       |
| New England Patriots | 10       | 6        | 0        | .625     | 6–2      | 9–3      | 441      | 325      | V2       |
| Miami Dolphins       | 8        | 8        | 0        | .500     | 3–5      | 4–8      | 266      | 305      | S1       |
| Baltimore Colts      | 7        | 9        | 0        | .438     | 5–3      | 6–8      | 355      | 387      | S3       |
| New York Jets        | 4        | 12       | 0        | .250     | 2–6      | 3–9      | 302      | 395      | V1       |